# Polen op het Europees kampioenschap voetbal 2020
Polen was een van de deelnemende landen aan het Europees kampioenschap voetbal 2020. Het was de vierde deelname voor het land. Paulo Sousa was de bondscoach. Polen werd uitgeschakeld in de groepsfase.

## Kwalificatie

### Kwalificatieduels
|                                                |            |         |            |                                                                                         |
| 21 maart 2019 «onderlinge duels» 20.45 (UTC+1) | Oostenrijk | 0 − 1   | Polen      | Ernst Happelstadion, Wenen Toeschouwers: 40.400 Scheidsrechter: Anastasios Sidiropoulos |
| 21 maart 2019 «onderlinge duels» 20.45 (UTC+1) |            | Verslag | 69' Piątek | Ernst Happelstadion, Wenen Toeschouwers: 40.400 Scheidsrechter: Anastasios Sidiropoulos |

|                                                |                          |         |         |                                                                                |
| 24 maart 2019 «onderlinge duels» 20.45 (UTC+1) | Polen                    | 2 − 0   | Letland | Nationaal Stadion, Warschau Toeschouwers: 51.112 Scheidsrechter: Aliyar Ağayev |
| 24 maart 2019 «onderlinge duels» 20.45 (UTC+1) | Lewandowski 76' Glik 84' | Verslag |         | Nationaal Stadion, Warschau Toeschouwers: 51.112 Scheidsrechter: Aliyar Ağayev |

|                                              |                 |         |            |                                                                                |
| 7 juni 2019 «onderlinge duels» 20.45 (UTC+2) | Noord-Macedonië | 0 − 1   | Polen      | Toše Proeskiarena, Skopje Toeschouwers: 22.000 Scheidsrechter: Gianluca Rocchi |
| 7 juni 2019 «onderlinge duels» 20.45 (UTC+2) | Musliu 66', 85' | Verslag | 47' Piątek | Toše Proeskiarena, Skopje Toeschouwers: 22.000 Scheidsrechter: Gianluca Rocchi |

|                                               |                                                            |         |        |                                                                                 |
| 10 juni 2019 «onderlinge duels» 20.45 (UTC+2) | Polen                                                      | 4 − 0   | Israël | Nationaal Stadion, Warschau Toeschouwers: 57.229 Scheidsrechter: Tobias Stieler |
| 10 juni 2019 «onderlinge duels» 20.45 (UTC+2) | Piątek 35' Lewandowski 56' (pen.) Grosicki 59' Kądzior 84' | Verslag |        | Nationaal Stadion, Warschau Toeschouwers: 57.229 Scheidsrechter: Tobias Stieler |

|                                                   |                       |         |       |                                                                                |
| 6 september 2019 «onderlinge duels» 20.45 (UTC+2) | Slovenië              | 2 − 0   | Polen | Stožicestadion, Ljubljana Toeschouwers: 15.231 Scheidsrechter: Sergej Karasjov |
| 6 september 2019 «onderlinge duels» 20.45 (UTC+2) | Struna 35' Šporar 65' | Verslag |       | Stožicestadion, Ljubljana Toeschouwers: 15.231 Scheidsrechter: Sergej Karasjov |

|                                                   |         |       |            |                                                                                |
| 9 september 2019 «onderlinge duels» 20.45 (UTC+2) | Polen   | 0 − 0 | Oostenrijk | Nationaal Stadion, Warschau Toeschouwers: 56.788 Scheidsrechter: Viktor Kassai |
| 9 september 2019 «onderlinge duels» 20.45 (UTC+2) | Verslag |       |            | Nationaal Stadion, Warschau Toeschouwers: 56.788 Scheidsrechter: Viktor Kassai |

|                                                  |         |         |                          |                                                                       |
| 10 oktober 2019 «onderlinge duels» 21.45 (UTC+3) | Letland | 0 − 3   | Polen                    | Skontostadion, Riga Toeschouwers: 7.107 Scheidsrechter: Halis Özkahya |
| 10 oktober 2019 «onderlinge duels» 21.45 (UTC+3) |         | Verslag | 9', 13', 76' Lewandowski | Skontostadion, Riga Toeschouwers: 7.107 Scheidsrechter: Halis Özkahya |

|                                                  |                          |         |                 |                                                                                      |
| 13 oktober 2019 «onderlinge duels» 20.45 (UTC+2) | Polen                    | 2 − 0   | Noord-Macedonië | Nationaal Stadion, Warschau Toeschouwers: 52.894 Scheidsrechter: Antonio Mateu Lahoz |
| 13 oktober 2019 «onderlinge duels» 20.45 (UTC+2) | Frankowski 74' Milik 80' | Verslag |                 | Nationaal Stadion, Warschau Toeschouwers: 52.894 Scheidsrechter: Antonio Mateu Lahoz |

|                                                   |            |         |                          |                                                                                 |
| 16 november 2019 «onderlinge duels» 20.45 (UTC+2) | Israël     | 1 − 2   | Polen                    | Teddystadion, Jeruzalem Toeschouwers: 16.700 Scheidsrechter: Mattias Gestranius |
| 16 november 2019 «onderlinge duels» 20.45 (UTC+2) | Dabour 88' | Verslag | 4' Krychowiak 54' Piątek | Teddystadion, Jeruzalem Toeschouwers: 16.700 Scheidsrechter: Mattias Gestranius |

|                                                   |                                           |         |                                      |                                                                                 |
| 19 november 2019 «onderlinge duels» 20.45 (UTC+1) | Polen                                     | 3 − 2   | Slovenië                             | Nationaal Stadion, Warschau Toeschouwers: 53.946 Scheidsrechter: Daniel Siebert |
| 19 november 2019 «onderlinge duels» 20.45 (UTC+1) | Szymański 3' Lewandowski 54' Góralski 81' | Verslag | 14' Matavž 61' Iličić 2', 86' Kurtić | Nationaal Stadion, Warschau Toeschouwers: 53.946 Scheidsrechter: Daniel Siebert |

### Eindstand groep G
| Nr. | Land            | GW | W | G | V | DV | DT | DS  | Ptn |
| --- | --------------- | -- | - | - | - | -- | -- | --- | --- |
| 1   | Polen           | 10 | 8 | 1 | 1 | 18 | 5  | +13 | 25  |
| 2   | Oostenrijk      | 10 | 6 | 1 | 3 | 19 | 9  | +10 | 19  |
| 3   | Noord-Macedonië | 10 | 4 | 2 | 4 | 12 | 13 | -1  | 14  |
| 4   | Slovenië        | 10 | 4 | 2 | 4 | 16 | 11 | +5  | 14  |
| 5   | Israël          | 10 | 3 | 2 | 5 | 16 | 18 | -2  | 11  |
| 6   | Letland         | 10 | 1 | 0 | 9 | 3  | 28 | -25 | 3   |

## EK-voorbereiding

### Wedstrijden
|                                              |              |       |               |                                                      |
| 1 juni 2021 «onderlinge duels» 20.45 (UTC+2) | Polen        | 1 – 1 | Rusland       | Stadion Miejski, Wrocław Scheidsrechter: Marco Guida |
| 1 juni 2021 «onderlinge duels» 20.45 (UTC+2) | Świerczok 4' |       | 21' Karavajev | Stadion Miejski, Wrocław Scheidsrechter: Marco Guida |

|                                              |                             |       |                                   |                                                      |
| 8 juni 2021 «onderlinge duels» 18.00 (UTC+2) | Polen                       | 2 – 2 | IJsland                           | Stadion Miejski, Poznań Scheidsrechter: Balázs Berke |
| 8 juni 2021 «onderlinge duels» 18.00 (UTC+2) | Zieliński 34' Świderski 88' |       | 24' Guðmundsson 47' Br. Bjarnason | Stadion Miejski, Poznań Scheidsrechter: Balázs Berke |

## Het Europees kampioenschap
De loting vond plaats op 30 november 2019 in Boekarest. Polen werd ondergebracht in groep E, samen met Spanje, Zweden en Slowakije.

### Uitrustingen
Sportmerk: Nike
| Thuis | Uit | Doelman |

### Selectie en statistieken
| Nr. | Naam                  | Geboortedatum | GW |   |   |   |   |   |   | Club                   | Positie(s) |
| --- | --------------------- | ------------- | -- | - | - | - | - | - | - | ---------------------- | ---------- |
| 1   | Wojciech Szczęsny     | 18-04-1990    | 3  | 0 | 0 | 0 | 0 | 0 | 0 | Juventus FC            | GK         |
| 2   | Kamil Piątkowski      | 21-06-2000    | 0  | 0 | 0 | 0 | 0 | 0 | 0 | Raków Częstochowa      | CB         |
| 3   | Paweł Dawidowicz      | 20-05-1995    | 1  | 0 | 0 | 0 | 0 | 1 | 0 | Hellas Verona          | CB         |
| 4   | Tomasz Kędziora       | 11-06-1994    | 0  | 0 | 0 | 0 | 0 | 0 | 0 | Dynamo Kiev            | RB         |
| 5   | Jan Bednarek          | 12-04-1996    | 3  | 0 | 0 | 0 | 0 | 0 | 1 | Southampton FC         | CB         |
| 6   | Kacper Kozłowski      | 16-10-2003    | 2  | 0 | 0 | 0 | 0 | 2 | 0 | Pogoń Szczecin         | AM         |
| 8   | Karol Linetty         | 02-02-1995    | 2  | 1 | 0 | 0 | 0 | 1 | 1 | Torino FC              | CM         |
| 9   | Robert Lewandowski    | 21-08-1988    | 3  | 3 | 1 | 0 | 0 | 0 | 0 | Bayern München         | CF         |
| 10  | Grzegorz Krychowiak   | 29-01-1990    | 2  | 0 | 2 | 1 | 0 | 0 | 1 | Lokomotiv Moskou       | DM, CM     |
| 11  | Karol Świderski       | 23-01-1997    | 3  | 0 | 0 | 0 | 0 | 1 | 1 | PAOK Saloniki          | CF         |
| 12  | Łukasz Skorupski      | 05-05-1991    | 0  | 0 | 0 | 0 | 0 | 0 | 0 | Bologna FC             | GK         |
| 13  | Maciej Rybus          | 19-08-1989    | 1  | 0 | 0 | 0 | 0 | 0 | 1 | Lokomotiv Moskou       | LB         |
| 14  | Mateusz Klich         | 13-06-1990    | 3  | 0 | 1 | 0 | 0 | 0 | 3 | Leeds United           | CM         |
| 15  | Kamil Glik            | 03-02-1988    | 3  | 0 | 1 | 0 | 0 | 0 | 0 | Benevento Calcio       | CB         |
| 16  | Jakub Moder           | 07-04-1999    | 2  | 0 | 1 | 0 | 0 | 1 | 1 | Brighton & Hove Albion | CM         |
| 17  | Przemysław Płacheta   | 23-03-1998    | 1  | 0 | 0 | 0 | 0 | 1 | 0 | Norwich City           | LW         |
| 18  | Bartosz Bereszyński   | 12-07-1992    | 3  | 0 | 0 | 0 | 0 | 0 | 0 | UC Sampdoria           | RB         |
| 19  | Przemysław Frankowski | 12-04-1995    | 3  | 0 | 0 | 0 | 0 | 3 | 0 | Chicago Fire           | RW         |
| 20  | Piotr Zieliński       | 20-05-1994    | 3  | 0 | 0 | 0 | 0 | 0 | 1 | SSC Napoli             | CM, RW     |
| 21  | Kamil Jóźwiak         | 22-04-1998    | 3  | 0 | 1 | 0 | 0 | 0 | 1 | Derby County           | LW         |
| 22  | Łukasz Fabiański      | 18-04-1985    | 0  | 0 | 0 | 0 | 0 | 0 | 0 | West Ham United        | GK         |
| 23  | Dawid Kownacki        | 14-03-1997    | 0  | 0 | 0 | 0 | 0 | 0 | 0 | Fortuna Düsseldorf     | CF         |
| 24  | Jakub Świerczok       | 28-12-1992    | 1  | 0 | 0 | 0 | 0 | 1 | 0 | Piast Gliwice          | CF         |
| 25  | Michał Helik          | 09-09-1995    | 0  | 0 | 0 | 0 | 0 | 0 | 0 | Barnsley FC            | CB         |
| 26  | Tymoteusz Puchacz     | 23-01-1999    | 3  | 0 | 0 | 0 | 0 | 1 | 1 | Lech Poznań            | LB         |

### Wedstrijden
| Nr. | Land      | GW | W | G | V | DV | DT | DS | Ptn |
| --- | --------- | -- | - | - | - | -- | -- | -- | --- |
| 1   | Zweden    | 3  | 2 | 1 | 0 | 4  | 2  | +2 | 7   |
| 2   | Spanje    | 3  | 1 | 2 | 0 | 6  | 1  | +5 | 5   |
| 3   | Slowakije | 3  | 1 | 0 | 2 | 2  | 7  | -5 | 3   |
| 4   | Polen     | 3  | 0 | 1 | 2 | 4  | 6  | -2 | 1   |

#### Groepsfase
|                                               |                                 |       |                                  |                                                                                        |
| 14 juni 2021 «onderlinge duels» 19:00 (UTC+3) | Polen                           | 1 – 2 | Slowakije                        | Krestovskistadion, Sint-Petersburg Toeschouwers: 12.862 Scheidsrechter: Ovidiu Haţegan |
| 14 juni 2021 «onderlinge duels» 19:00 (UTC+3) | Linetty 46' Krychowiak 22', 62' |       | 18' (e.d.) Szczęsny 68' Škriniar | Krestovskistadion, Sint-Petersburg Toeschouwers: 12.862 Scheidsrechter: Ovidiu Haţegan |

|                                               |            |       |                 |                                                                                    |
| 19 juni 2021 «onderlinge duels» 21:00 (UTC+2) | Spanje     | 1 – 1 | Polen           | Estadio de La Cartuja, Sevilla Toeschouwers: 11.732 Scheidsrechter: Daniele Orsato |
| 19 juni 2021 «onderlinge duels» 21:00 (UTC+2) | Morata 25' |       | 54' Lewandowski | Estadio de La Cartuja, Sevilla Toeschouwers: 11.732 Scheidsrechter: Daniele Orsato |

|                                               |                                 |       |                      |                                                                                        |
| 23 juni 2021 «onderlinge duels» 19:00 (UTC+3) | Zweden                          | 3 – 2 | Polen                | Krestovskistadion, Sint-Petersburg Toeschouwers: 14.252 Scheidsrechter: Michael Oliver |
| 23 juni 2021 «onderlinge duels» 19:00 (UTC+3) | Forsberg 2', 59' Claesson 90+4' |       | 61', 84' Lewandowski | Krestovskistadion, Sint-Petersburg Toeschouwers: 14.252 Scheidsrechter: Michael Oliver |

Poolse voetbalbond · A-internationals · Selecties · Statistieken · Pools vrouwenelftal · Olympisch elftal · Polen U21 · Polen U20 · Polen U19 · Polen U18 · Polen U17 · Polen U16
1921 – 1929 ·
1930 – 1939 ·
1940 – 1949 ·
1950 – 1959 ·
1960 – 1969 ·
1970 – 1979 ·
1980 – 1989 ·
1990 – 1999 ·
2000 – 2009 ·
2010 – 2019 ·
2020 – 2029
EK 2008 · 
EK 2012 · 
EK 2016 · 
EK 2020
WK 1938 ·
WK 1974 ·
WK 1978 ·
WK 1982 ·
WK 1986 ·
WK 2002 ·
WK 2006 ·
WK 2018
OS 1924 ·
OS 1936 ·
OS 1972 ·
OS 1976 ·
OS 1992
1921 · 
1922 · 
1923 · 
1924 · 
1925 · 
1926 · 
1927 · 
1928 · 
1929 · 
1930 · 
1931 · 
1932 · 
1933 · 
1934 · 
1935 · 
1936 · 
1937 · 
1938 · 
1939 · 
1940–1946 · 
1947 · 
1948 · 
1949 · 
1950 · 
1951 · 
1952 · 
1953 · 
1954 · 
1955 · 
1956 · 
1957 · 
1958 · 
1959 · 
1960 · 
1961 · 
1962 · 
1963 · 
1964 · 
1965 · 
1966 · 
1967 · 
1968 · 
1969 · 
1970 · 
1971 · 
1972 · 
1973 · 
1974 · 
1975 · 
1976 · 
1977 · 
1978 · 
1979 · 
1980 · 
1981 · 
1982 · 
1983 · 
1984 · 
1985 · 
1986 · 
1987 · 
1988 · 
1989 · 
1990 · 
1991 · 
1992 · 
1993 · 
1994 · 
1995 · 
1996 · 
1997 · 
1998 · 
1999 · 
2000 · 
2001 · 
2002 · 
2003 · 
2004 · 
2005 · 
2006 · 
2007 · 
2008 · 
2009 · 
2010 · 
2011 · 
2012 · 
2013 · 
2014 ·
2015 ·
2016 ·
2017 ·
2018 ·
2019 ·
2020 ·
2021
Albanië ·
Algerije ·
Andorra ·
Argentinië ·
Armenië ·
Australië ·
Azerbeidzjan ·
België ·
Bolivia ·
Bosnië en Herzegovina ·
Brazilië ·
Bulgarije ·
Canada ·
Chili ·
China ·
Colombia ·
Costa Rica ·
Cyprus ·
DDR ·
Denemarken ·
Duitsland ·
Ecuador ·
Egypte ·
Engeland ·
Estland ·
Faeröer · 
Finland ·
Frankrijk ·
Georgië ·
Gibraltar ·
Griekenland ·
Guatemala ·
Haïti ·
Hongarije ·
Ierland ·
India ·
Irak ·
Iran ·
Israël ·
Italië ·
Ivoorkust ·
IJsland ·
Japan ·
Joegoslavië ·
Kameroen ·
Kazachstan ·
Koeweit ·
Kroatië ·
Letland ·
Libië ·
Liechtenstein ·
Litouwen ·
Luxemburg ·
Marokko ·
Malta ·
Mexico ·
Moldavië ·
Montenegro ·
Nederland ·
Nieuw-Zeeland ·
Nigeria ·
Noord-Ierland ·
Noord-Korea ·
Noord-Macedonië ·
Noorwegen ·
Oekraïne ·
Oostenrijk ·
Peru ·
Portugal ·
Roemenië ·
Rusland ·
San Marino ·
Saoedi-Arabië · 
Schotland ·
Senegal ·
Servië ·
Servië en Montenegro · 
Singapore ·
Slovenië ·
Slowakije ·
Sovjet-Unie ·
Spanje ·
Thailand · 
Tsjechië ·
Tsjecho-Slowakije ·
Tunesië ·
Turkije ·
Uruguay ·
Verenigde Arabische Emiraten ·
Verenigde Staten ·
Wales ·
Wit-Rusland ·
Zuid-Afrika ·
Zuid-Korea ·
Zweden ·
Zwitserland
België (1982) ·
Colombia (2018) ·
Costa Rica (2006) ·
Duitsland (2006) ·
Duitsland (2008) ·
Duitsland (2016) ·
Ecuador (2006) ·
Frankrijk (1982) ·
Frankrijk (2022) ·
Griekenland (2012) ·
Italië (1982, 1) ·
Italië (1982, 2) ·
Japan (2018) ·
Kameroen (1982) ·
Kroatië (2008) ·
Noord-Ierland (2016) ·
Oostenrijk (2008) ·
Peru (1982) ·
Rusland (2012) ·
Senegal (2018) ·
Slowakije (2021) ·
Sovjet-Unie (1982) ·
Spanje (2021) ·
Tsjechië (2012) ·
Zweden (2021)
1 Szczęsny ·
2 Piątkowski ·
3 Dawidowicz ·
4 Kędziora ·
5 Bednarek ·
6 Kozłowski ·
8 Linetty ·
9 Lewandowski  ·
10 Krychowiak ·
11 Świderski ·
12 Skorupski ·
13 Rybus ·
14 Klich ·
15 Glik ·
16 Moder ·
17 Płacheta ·
18 Bereszyński ·
19 Frankowski ·
20 Zieliński ·
21 Jóźwiak ·
22 Fabiański ·
23 Kownacki ·
24 Świerczok ·
25 Helik ·
26 Puchacz ·
Coach: Sousa